# Плевенська єпархія
Плевенська єпархія (болг. Плевенска епархия) — єпархія Православної церкви Болгарії на території Плевенської області.
Єпархіальний центр — Плевен, архієрейське намісництво в місті Луковит.

## Історія
Єпархія утворена 1 жовтня 1998, коли за рішенням Всеправославних Зборів, що проходили в Софії недавній митрополит Врачанський Каллінік (Александров) був прийнятий у спілкування із старою ієрархією БПЦ й відновлений на Врачанській кафедрі; тоді ж з Врачанської єпархії була виділена Плевенська, на яку і був переведений митрополит Ігнатій (Димов), який займав до того Врачанську єпархію.

## Монастирі
- Карлуковський монастир Успіння Пресвятої Богородиці (село Карлуково, громада Луковит, Ловецька область)

## Духовні околії (благочиння)
- Плевенська духовна околія (громади: Плевен, Долні-Дибник, Іскир, Долна-Митрополія і Пордім)
- Лукувішська духовна околія (громада Луковит і частина громади Червен-Бряг)